# نحن نبني الجدار
نحن نبني الجدار (بالإنجليزية: We Build the Wall) هي منظمة تهدف الي جمع التبرعات لبناء أقسام خاصة في الجدار الفاصل بين الولايات المتحدة والمكسيك. بدأت كحملة من منصة GoFundMe بواسطة الجندي السابق في سلاح الجو الأمريكي براين كولفاج في ديسمبر 2018. أعلن كولفاج عن تشكيل منظمة غير ربحية في يناير 2019. وبحلول منتصف عام 2020، نجحت المنظمة في جمع أكثر من 25 مليون دولار وتم بناء جزء من الجدار بطول 3 أميال (4.8 كم).
ويضم المجلس الاستشاري للمنظمة سياسيين ونشطاء لهم موقف متشدد من الهجرة غير الشرعية، ومنهم ممثل ولاية كانساس كريس كوباتش، عضو الكونغرس السابق توم تانكريدو، مؤسس بلاك ووتر بالولايات المتحدة الأمريكية إريك برنس، عضو الكونغرس السابق توم تانكريدو. وكبير استراتيجيي ترامب السابق ستيف بانون، وهو رئيس مجلس الإدارة.
في 3 ديسمبر 2019، أمر قاضٍ في مقاطعة هيدالغو بوقف جميع أعمال بناء الجدار مؤقتًا بسبب خططها للبناء بالقرب من نهر ريو غراندي، لانها قد تؤدي إلى حدوث فيضانات. ولكن في 9 يناير 2020، رفع قاضٍ فيدرالي الأمر القضائي، مما سمح باستئناف البناء.
في 20 أغسطس 2020 أعلن وكيل وزارة العدل الأميركية عن اعتقال ستيف بانون، وبراين كولفاج وستيف بانون بتهمة اختلاس أموال من حملة تبرعات لتمويل الجدار، واتهم كولفاج بانه أخذ أكثر من 350.000 دولار لاستخدامه الشخصي وبانون أخذ أكثر من مليون دولار لتغطية النفقات الشخصية، مع إخفاء استخدامهم لأموال المتبرعين عن طريق «إنشاء فواتير وحسابات وهمية لغسل التبرعات للتغطية على جرائمهم» 